# New York, Susquehanna and Western Railway
Le New York, Susquehanna and Western Railway (sigle de l'AAR: NYSW), également connu sous le nom de Susie-Q, ou Susquehanna, est une compagnie de chemin de fer de classe II du nord-est des États-Unis. Il transporte des marchandises sur les 800 km de son réseau dans les États de New York, de Pennsylvanie, et du New Jersey.
Il fut créé en 1881 à la suite de la fusion de plusieurs petits chemins de fer. Il devint un chemin de fer américain de classe I. Le service voyageur, incluant un service de banlieue entre le nord du New Jersey et New York, fut proposé jusqu'en 1966. Il fut racheté par la Delaware Otsego Corporation en 1980, et devint un acteur régional dans le transport intermodal durant les années 1980. Il tractait des conteneurs, dont ceux de Sealand et Hanjin, entre les réseaux du Delaware and Hudson Railway et du CSX Transportation. Avec le démantèlement de Conrail, il perdit le trafic intermodal au profit de CSX et de Norfolk Southern Railway à la fin des années 1990. En ce début du XXIe siècle, il transporte des déchets commerciaux, du sirop de maïs, et autres produits.

## La situation avant le Susquehanna
À la fin de la guerre civile, les chemins de fer connurent un développement rapide. La ville de Paterson connu une croissance considérable de ses aciéries et de ses manufactures grâce à l'effort de guerre; elle avait besoin d'approvisionner ses usines en matières premières par le moyen le plus économique de l'époque: le Chemin de fer. Le Morris Canal était lent et pris par les glaces en hiver. Le Hoboken, Ridgefield & Paterson Railroad fut créé en 1866 pour relier Paterson à Hoboken et de là rejoindre les ports situés le long du fleuve Hudson. Au même moment, De Witt Clinton Littlejohn qui venait d'avoir la législature de l'État de New York, souhaitait développer sa ville d'Oswego en la reliant à un port grâce au chemin de fer. Littlejohn créa le New York & Oswego Midland Railroad (NY&OM) pour connecter Oswego à New York City. L'année suivante de nouvelles compagnies surgirent le long de cette route. Ainsi le New Jersey Western Railway progressait à l'ouest de Paterson, tandis que le Sussew Valley Railroad reliait Hanford, New Jersey au Delaware Water Gap. Le New Jersey Western débuta à Hawthorne en 1869. Dirigé par Cornelius Wortendyke, cette ligne devint rapidement la plus rentable. Le 17 mars 1870, cette compagnie fusionna avec 3 autres chemins de fer du New Jersey pour former le New Jersey Midland Railway. Puis Wortendyke entra en contact avec Littlejohn et son New York & Oswego Midland Railroad, pour devenir son transporteur dans le New Jersey. Le New Jersey Midland acheva la ligne Hackensack/Hanford au début de l'année 1872, puis arriva à New Jersey City durant l'été.

## La panique financière de 1873
Affaibli par des coups de constructions démesurés, le NY&OM fit faillite, et son trafic de marchandises fut détourné sur le réseau de l'Erie Railroad à Middletown. Cela fragilisa le New Jersey Midland qui fit banqueroute le 8 mars 1875. James McCulloh et Garret Hobart prirent la direction de la compagnie qui refit surface en 1880 sous le nom de Midland Railroad of New Jersey (surnommé Midland). Cette même année le NY&OM fut réorganisé sous le nom de New York, Ontario & Western Railroad.

## La création du Susquehanna
La nouvelle direction du Midland, qui incluaient des propriétaires de mine de charbon près de Scranton et Pittston, Pennsylvanie, décida d'étendre le réseau vers cette région. Afin de renforcer le Midland, il parut logique de le fusionner avec 4 autres petites compagnies pour constituer le New York, Susquehanna and Western Railroad le 17 juin 1881. Réalisant l'importance du projet de construction à travers les montagnes Poconos pour gagner la région de Scranton, il fut décidé de laisser l'acheminement du charbon aux mains du réseau déjà existant du Delaware, Lackawanna and Western Railroad (DL&W) jusqu'à Gravel Place, non loin de Stroudsburg, Pennsylvanie. De là, le NYS&W prendrait le relais pour gagner la région portuaire de New York City. La ligne de Weehawken, New Jersey à Gravel Place, Pennsylvanie fut achevée le 14 octobre 1882; elle nécessita la construction d'un pont à Delaware Water Gap sur le fleuve Delaware au nord de la gare du DL&W. Les piles de ce pont sont toujours visible dans la rivière. Les trains circulèrent dès le lendemain, et acheminaient du charbon extrait des mines de la Pennsylvania Anthracite Coal Company près de Scranton, et de la Lackawanna Coal Company de John Jermyn. De plus un service voyageur entre Stroudsburg et New York City fut instauré à la fin de 1882 et se poursuivit jusqu'en 1941.

## La prise de contrôle par l'Erie
Le Susquehanna paya rapidement des commissions substantielles au DL&W ainsi qu'au Pennsylvania Railroad pour l'acheminement du charbon en Pennsylvanie. En 1892, le NYS&W décida qu'il devait posséder la totalité de la ligne entre les mines de charbon et le port. Le Susquehanna fit l'acquisition d'un front de mer à Edgewater pour y construire ses quais de chargement de charbon. La tâche la plus difficile se trouvait à l'ouest avec la construction de la ligne de Stroudsburg, Pennsylvanie à Wilkes-Barre pour sa filiale le Wilkes-Barre & Eastern Railroad. Ces deux projets furent achevés en 1896, et le Susquehanna commença à construire une ligne au nord de Wilkes-Barre pour relier Scranton. Pendant ce temps, des chemins de fer plus important surveillaient cette expansion rapide. J.P. Morgan, agissant pour le compte de l'Erie Railroad, commença à prendre des parts du Susquehanna jusqu'à ce que l'Erie devint majoritaire en juillet 1898. 

## Le début duXXesiècle
La première guerre mondiale affecta le Susquehanna, qui fut nationalisé par le USRA comme tous les autres chemins de fer entre 1918 et 1920. Lorsque la compagnie retrouva son indépendance, elle loua d'anciennes locomotives à l'Erie, en particulier les fameuses Decapod “Russian” que l'on pouvait voir partout sur son réseau. L'Erie continua à bien équiper le Susquehanna, en remplaçant le matériel usagé par de nouvelles locomotives et wagons neufs. 

## La Grande Dépression
En plus de la chute des revenus dus à la crise de 1929, le chemin de fer fut également frappé par une inondation en 1936; il dut emprunter pour réaliser des réparations couteuses. Incapable de rembourser ses emprunts, il fit banqueroute le 1er juin 1937. 

## La réorganisation
Walter Kidde, le fondé de pouvoir mandaté par la justice, commença par arrêter le Wilkes-Barre & Eastern Railroad jugé trop déficitaire le 25 mars 1939. Depuis les années 1930, le trafic de charbon diminuait, concurrencé par le pétrole et le gaz, quant au trafic de glace il avait disparu. Le trafic de voyageur sur la ligne principale à l'ouest de Beaver Lake (NJ) fut interrompu en 1935; seul un train mixte continua à circuler entre Butler et Hanford jusqu'en 1939. Le trafic des trains de banlieue entre Butler et la gare de Susquehanna Transfer fut réduit d'un tiers au printemps 1938, et encore davantage à l'été.
En 1940, le Susquehanna coupa ses derniers liens avec l'Erie, alors qu'il commençait à travailler avec le New York, Ontario & Western Railroad, partageant les installations de Middletown. Ces ateliers travaillaient à la remise à neuf des ex-locomotives de l'Erie, lesquelles constituaient l'essentiel de la flotte du Susquehanna. Maintenant que le Susquehanna s'était remis debout, Kidde se chargea de lui donner une nouvelle identité. Il commanda des autorails aérodynamiques Motorailers à ACF (American Car & Foundry) pour sa liaison rapide entre Paterson et New York. Cela augmenta la fréquence des trains jusque-là assurée par les autorails Brill. Toute activité en Pennsylvanie fut stoppée en 1941, avec l'abandon de la ligne Hainesburg Jct-Stroudsburg; les rails furent enlevés en 1942 pour l'effort de guerre. 

## La dieselisation et la seconde guerre mondiale
Le chemin de fer revigoré était capable d'acheter les nouvelles locomotives Alco RS-1 et S-2 pour remplacer ses vieilles machines à vapeur. Les affaires reprenaient lorsque la guerre éclata. La justice préféra conserver la compagnie sous sa surveillance. Lorsque Kidde mourut en 1943, il fut remplacé par un de ses collaborateurs, Henry K Norton. Ce dernier acheta davantage de voitures ACF et de locomotives diesel. À la fin de la guerre, le Susquehanna était le premier chemin de fer de classe I à avoir entièrement dieselisé son parc.
Norton cessa d'acheter ses autorails à ACF pour acquérir les premières RDC Budd en 1950.
Lorsque le moteur d'un streamliner ACF prit feu, Norton décida de prendre davantage de robustes RDC.

## Les années 1950 et 1960
La décennie commença sous les meilleurs auspices pour le Susquehanna ; les dernières diesels en commandes étaient livrées, de nouvelles voitures en acier inoxydable furent commandées en 1951 pour être en accord avec les RDC, et le chemin de fer fut déclaré totalement réorganisé par le tribunal en 1953. Cependant la récession de 1957 assombrit le nouveau départ du NYS&W. 
Son voisin, le New York, Ontario and Western Railway fut mis en liquidation le 29 mars 1957. Le Susquehanna désespéré de subir le même sort, commença à vendre une partie de son capital. Il se débarrassa de son parc de voitures en acier inoxydable, et abandonna l'embranchement peu utilisé de Hanford qui permettait une connexion avec le Middletown & New Jersey Railroad. 
Un autre voisin, le Lehigh and New England Railroad (L&NE) fit faillite le 31 octobre 1961. Irving Maidman, promoteur immobilier, prit le contrôle du Susquehanna, et acheta trois EMD GP18s grâce à une subvention gouvernementale. Pour alléger les dépenses, Maidman supprima la maintenance du matériel, malgré le mauvais état des vieilles diesels. La mesure la plus drastique fut prise le 30 juin 1966, avec l'arrêt du train de banlieue entre Butler et New York. Les revenus reposaient entièrement sur le service marchandise. En 1968, la compagnie continua à se rétrécir lorsque la ligne fut interdite à l'ouest d'Oak Ridge près de Jefferson, NJ, mettant un terme à sa connexion avec le L&NE à Sparta. 

## Les années 1970 et le risque d'abandon
En 1971, un violent orage emporta la ligne à Smoke Rise (Butler, NJ), coupant la connexion vitale avec le Central Railroad of New Jersey (CNJ) à Green Pond Junction (West Milford, NJ). Très vite, le CNJ abandonna son embranchement vers le Susquehanna. N'ayant plus de client à l'ouest de Butler, la ligne endommagée ne fut jamais reconstruite. Incapable de payer les taxes à l'État du New Jersey, le NYS&W fut à nouveau assigné devant le tribunal en 1976. Le tribunal ordonna à la compagnie de continuer son exploitation, le temps qu'une étude fût menée pour déterminer sa viabilité. 

## Les années 1980
Rétrogradée au rang des compagnies de classe II, le Susie-Q fut repris par la Delaware Otsego Corporation de Walter Rich le 1er septembre 1980. Le 2 avril 1982, la compagnie racheta à Conrail deux tronçons de l'ex Lackawanna Railroad: le Syracuse Branch et l'Utica Branch. Puis en 1985, elle racheta la portion de l'ex Lehigh and Hudson River Railway reliant Sparta, Franklin et Warwick. Le réseau situé dans le New Jersey fut appelé Southern Division, et celui dans l'État de New York, Northern Division. La compagnie se lança dans le transport intermodal. En partenariat avec le Delaware and Hudson Railway et le CSX Transportation, la compagnie acheminait des conteneurs, dont ceux de Sea-Land et de Hanjin.

## Les années 1990
À la suite du rachat du Delaware and Hudson Railway par le Canadien Pacifique en 1990, puis par celui de Conrail par CSX et Norfolk Southern Railway en 1998, le Susquehanna perdit le trafic intermodal à la fin de cette décennie. 

## LeXXIesiècle
Le Susquehanna continue de transporter des marchandises. Depuis 2005, il loue l'ancienne ligne principale de l'Erie au Norfolk Southern entre Port Jervis et Binghamton. Cette portion comporte le Starrucca Viaduct d'une grande importance historique. Le Stourbridge Railroad (SBRR), chemin de fer nouvellement réactivé, dépend du NYSW pour ses interconnexions à Lackawaxen, New York.
En mars 2008, le Susquehanna commença à vendre son stock d'historiques voitures de voyageurs. Le Susquehanna abandonne son activité de trains touristiques.
Le réseau actuel se connecte avec 3 compagnies de classe I :
- CSX : à Syracuse, NY et North Bergen, NJ ;
- Norfolk Southern : à Binghamton, NY et Saddle Brook, NJ ;
- Canadien Pacifique : à Binghamton, NY.

## Liens références
- « Maywood Station Historical Committee »
- George Povall (1986). The New Susquehanna Great Spots for Shots.
- (en) John Krause et Ed Crist, Susquehanna : New York, Susquehanna & Western RR, Newton, NJ, Carstens Publications, 1980 (ISBN 978-0-911868-38-8, OCLC 6818938).
- « Ontario & Western Railway Historical Society »
- « The Unofficial NYS&W Web Page »
- « Volunteer Railroaders Association »
- « Maywood Station Museum »
- « Southern Tier Timetable »